# Amt Lüne

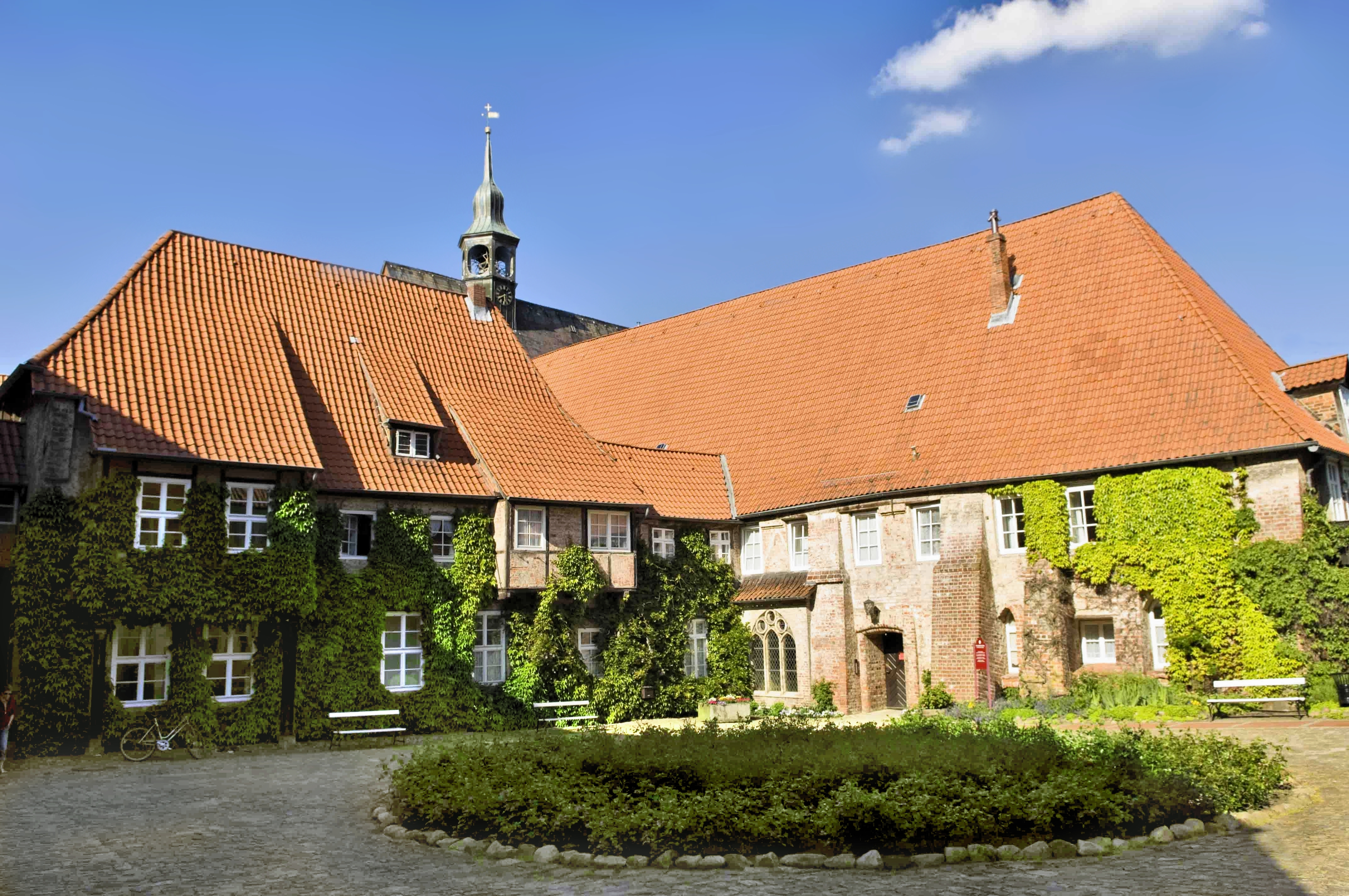
Kloster Lüne 2013

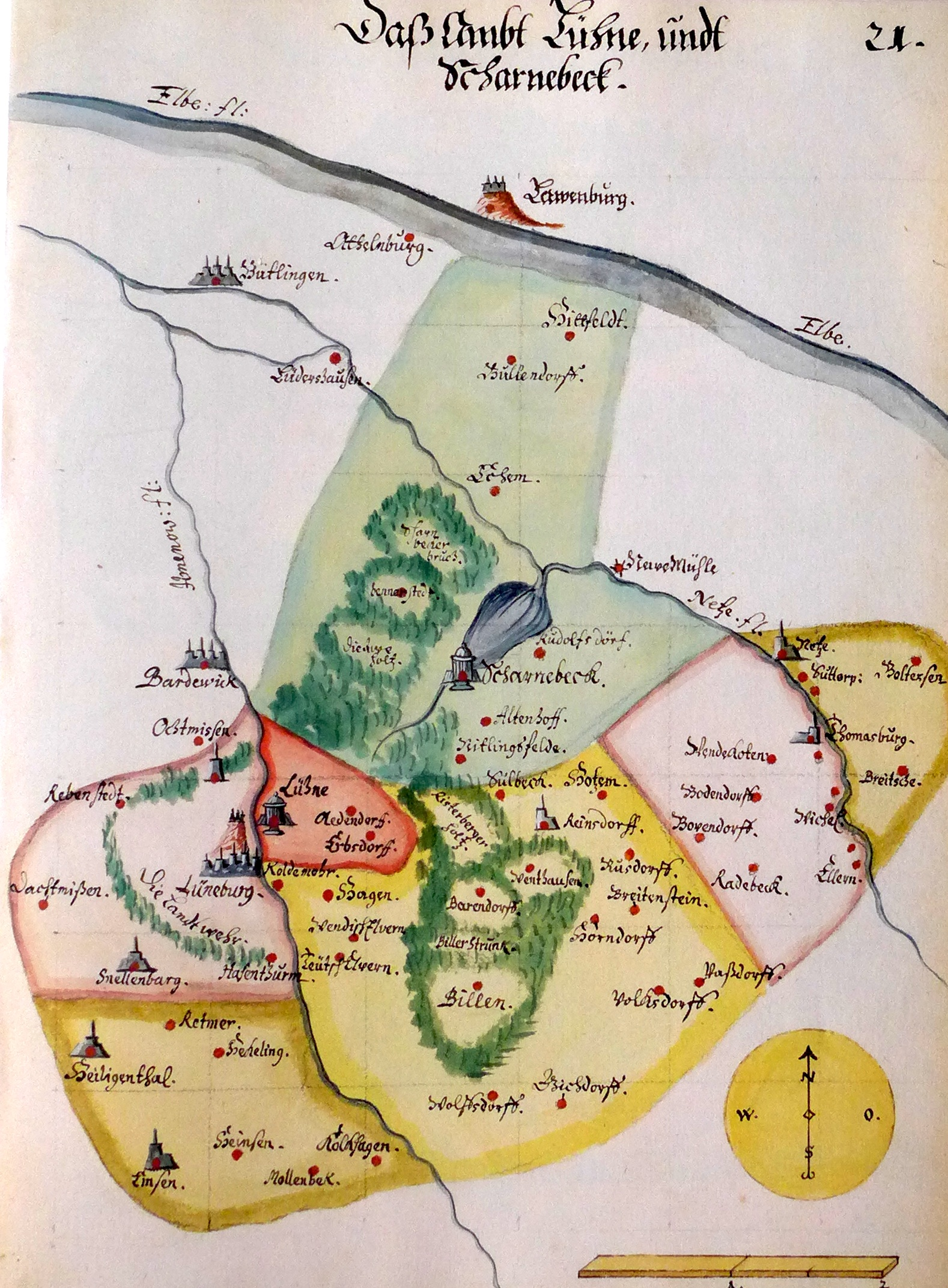
Karte in Johannes Mellingers Ämteratlas des Fürstentums Lüneburg (um 1600) – Reproduktion (2001) einer Kopie des Ämteratlasses aus dem 17. Jahrhundert

Das Amt Lüne, ab 1862 Amt Lüneburg, war ein historisches Verwaltungsgebiet des Fürstentums Lüneburg, später des Königreichs Hannover bzw. der preußischen Provinz Hannover.

## Geschichte
Das Amt Lüne geht auf die Propsteigüter des 1182 gegründeten Benediktinerinnenklosters Lüne zurück, dessen Verwaltung nach der Absetzung des letzten Klosterpropsts Johannes Lorber 1529 dem Hauptmann des Amts Winsen (Luhe), Johann von Haselhorst, übertragen wurde. Der Lüner Amtmann gebot gemeinsam mit dem Abt des Klosters St. Michaelis in Lüneburg über das Gogericht in Oldenbrügge. 1744 grenzten beide ihre Zuständigkeit dahingehend ab, dass der Amtmann zu Lüne das Gebiet rechts der Ilmenau, das Michaeliskloster das links der Ilmenau zugewiesen bekam.
Der Amtsbezirk war in zwei Vogteien untergliedert, die Hausvogtei und die Vogtei Barendorf. 1794/95 erfolgte eine Arrondierung des Amtsbezirks durch den Austausch von Hoheitsrechten mit den benachbarten Ämtern Winsen (Luhe), Scharnebeck, Bienenbüttel, Garze, Bleckede, Medingen und Ebstorf.
Unter französischer Herrschaft wurde das Amt 1807 aufgehoben, 1813 aber in alter Form wieder hergestellt. 1852 wurde es durch den größten Teil der bisher zum Amt Winsen (Luhe) gehörigen Vogtei Bardowick sowie die Dörfer Nutzfelde, Rullstorf, Scharnebeck und den Forsthof Bennerstedt (vom Amt Scharnebeck) und die Dörfer Barnstedt und Glüsingen (vom Amt Medingen) vergrößert. Das Dorf Breetze wurde in das Amt Bleckede umgegliedert. 1859 wurde das Amt Artlenburg aufgehoben und in das Amt Lüne eingegliedert. Ebenso kamen zwei Kirchspiele des Amts Salzhausen mit 14 Gemeinden und zwei Gemeinden des Amts Ebstorf (Bockum und Tellmer) hinzu. Das Dorf Bohndorf wechselte vom Amt Lüne in das Amt Medingen.
1862 wurde der Amtssitz nach Lüneburg verlegt und das Amt in Amt Lüneburg umbenannt. Die Ämter Lüne und Bleckede bildeten ab 1867 gemeinsam mit der amtsfreien Stadt Lüneburg den Steuerkreis Lüneburg. 1885 wurde das Amt in die Kreisverfassung überführt.

## Umfang
Bei seiner Aufhebung (1885) umfasste das Amt folgende Gemeinden:
| - Adendorf - Amelinghausen - Artlenburg - Avendorf - Bardowick - Barendorf - Barförde - Barnstedt - Barum - Bavendorf - Betzendorf - Bockum - Boltersen - Brietlingen - Bütlingen - Dachtmissen - Dehnsen - Deutsch Evern - Diersbüttel - Dreckharburg - Drögennindorf | - Echem - Embsen - Erbstorf - Etzen - Gifkendorf - Glüsingen - Grünhagen - Häcklingen - Hagen - Heiligenthal - Heinsen - Hittbergen - Hohenbostel - Hohnstorf - Holzen - Horndorf - Kirchgellersen - Kolkhagen - Lüdershausen - Lüne - Marienthal | - Marxen am Berge - Mechtersen - Melbeck - Niendorf - Nutzfelde - Obermarschacht - Ochtmissen - Oedeme - Oerzen - Oldendorf (Luhe) - Osterehlbeck - Radenbeck - Rehlingen - Reinstorf - Reppenstedt - Rettmer - Rohstorf - Rullstorf - Sankt Dionys - Sassendorf | - Scharnebeck - Schnellenberg - Sottorf - Südergellersen - Sülbeck - Tellmer - Tespe - Thomasburg - Vastorf - Vögelsen - Volkstorf - Vrestorf - Wendhausen - Wendisch Evern - Wennekath - Westerehlbeck - Westergellersen - Wiecheln - Wohlenbüttel - Wulfstorf |

## Amtmänner
- 16. Jh.: Anton Leopold Ulrich, Amtmann
- 1658–1673: Wilhelm Meyer
- Ludwig Ernst Könemann (1655–1729), Amtmann

…
- 1818–1847: Philipp Wilhelm Jochmus, Amtmann, ab 1828 Oberamtmann
- 1848–1853: Julius Heinrich Wilhelm Bode, Amtmann, ab 1853 Oberamtmann
- 1853–1884: Adolf Friedrich Freiherr von Hammerstein-Equord, Amtmann, ab 1867 auch Kreishauptmann